# Madame Jacques sur la Croisette

Madame Jacques sur la Croisette est un court métrage réalisé par Emmanuel Finkiel et sorti en 1997.
Il a remporté le César du meilleur court métrage en 1997.

## Synopsis
La Croisette, en bord de mer, à Cannes, à la morte saison, avec ses vieux habitants juifs, « les vieux nantis », pour beaucoup rescapés de la Shoah.

## Fiche technique
- Réalisation : Emmanuel Finkiel
- Production :  Les Films du Poisson, La Sept Cinéma, Ministère de la Culture et de la Francophonie
- Producteur : Yaël Fogiel
- Durée : 40 minutes
- Lieu de tournage : Cannes
- Date de sortie : 4 juin 1997

## Distribution
- Maurice Chevit : Simon
- Nathan Cogan : Maurice
- Shulamit Adar : Mme Jacques
- Rywka Wajsbrot : Mme Herman
- Jacques Spiesser : Jo

## Critiques
D'après L'Express, « Emmanuel Finkiel [...] signe un portrait de groupe très personnel », mais certaines scènes « font regretter un parti pris trop documentaire. »

## Distinctions
- César du meilleur court métrage